# 卡斯塔涅達 (格勞賓登州)

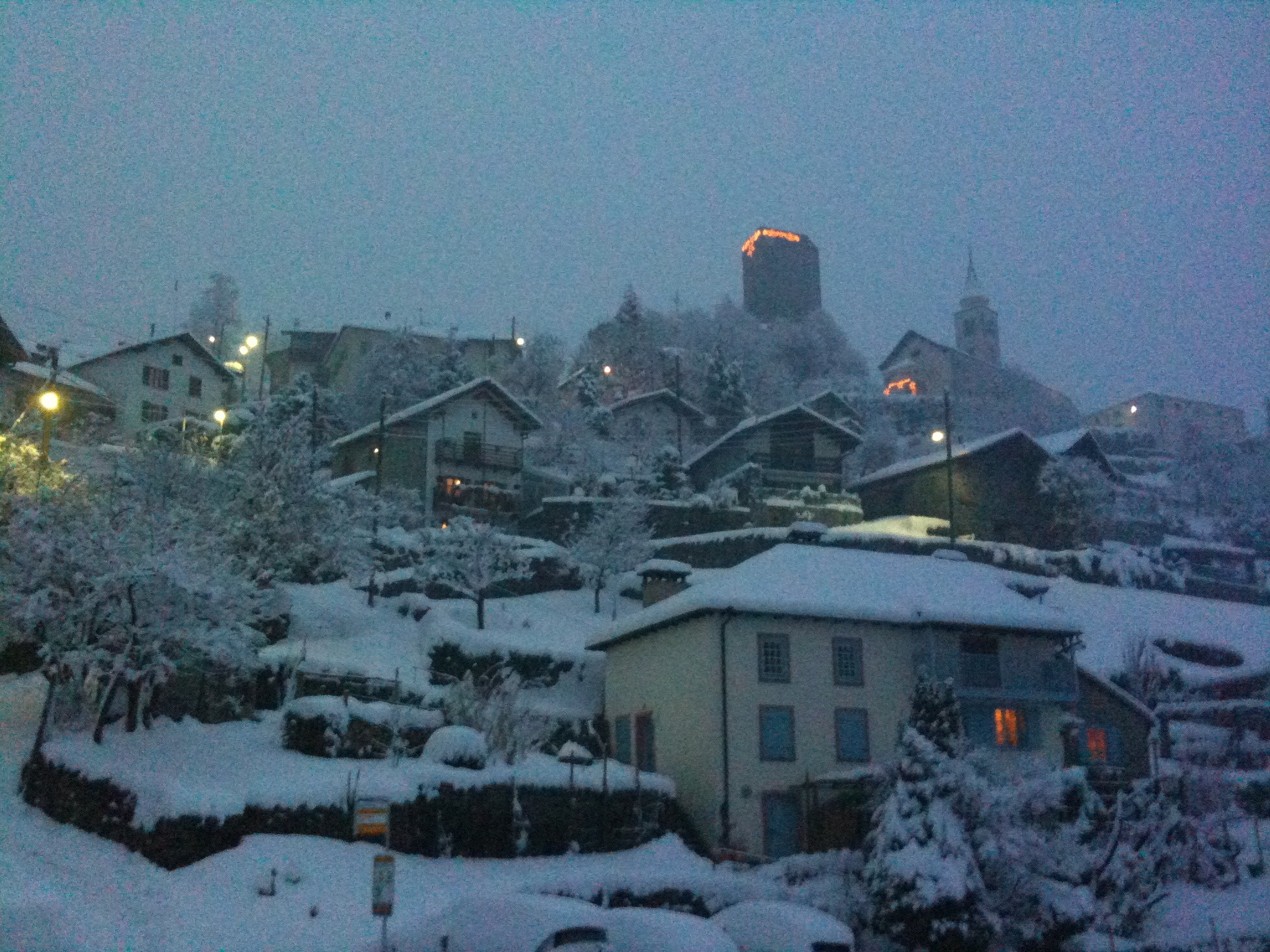

卡斯塔涅達是瑞士的城鎮，位於該國東部，由格勞賓登州負責管轄，面積3.96平方公里，海拔高度750米，2011年人口226，人口密度每平方公里57人。

## 外部連結
- Official website （页面存档备份，存于） （意大利文）